# Moduláris kialakítás
Ez a cikk a tervezési megközelítésről szól. A modulokban mozgatott gyárilag épített szerkezetekről lásd: Moduláris épület.
A moduláris kialakítás vagy modularitás tervezésben, az egy tervezési alapelv, ami a rendszert felosztja kisebb részekre, amiket moduloknak nevezzük (mint például a moduláris folyamatcsúszások). Ezeket egymástól függetlenül lehet elkészíteni, módosítani, helyettesíteni, vagy kicserélni más modulokkal vagy különböző rendszerek között.

## Áttekintés
A moduláris kialakítás jellemezhető a funkcionális particionálás révén diszkréten méretezhető és újrafelhasználható modulokként, szigorúan csak jól definiált moduláris interfészként használható, és kihasználja az ipari szabványokat az interfészek kialakításához. Ebben a kontextusban a modularitás az komponensszinten, aminek van egy dimenziója, alkatrész tárolási képessége. Egy moduláris rendszer korlátozott modularitással általánosan ismert mint egy platformrendszer, ami használja moduláris alkatrészeket. Példaképpen itt vannak a kocsik kialakítása vagy az USB port a számítógép mérnöki felületén.
A tervezés elméletében ez különbözik a moduláris rendszerektől, aminek nagyobb dimenziós modularitása és nagyobb fokú szabadsága van. Egy moduláris rendszer tervnek nincsen különböző élettartalma és a kiállítások rugalmassága legalább három dimenzióban van. Ilyen szempontból moduláris rendszerek nagyon ritkák a piacokon. Mero építészeti rendszerek állnak a legközelebbi példának egy moduláris rendszerhez fizikai termékek szempontjából a piacokon. Fegyverek felületei, különösen a légtérben, általában moduláris rendszerűek, ahol a repülőgépvázat is úgy tervezik, hogy élete során többször fejlesszék úgy, hogy ne kelljen egy teljesen új rendszert megvásárolni. A modularitást legjobban az elvégzett dimenziók határozzák meg vagy a szabadság mértéke formájában, költségében vagy működésében.
Modularitás olyan előnyöket kínál, mint a költségek csökkentése (testreszabhatóság korlátozva lehet a rendszer egy részén, ahelyett, hogy a teljes rendszer átdolgozására lenne szükség) interoperabilitás, rövidebb tanulási idő, rugalmasság a tervezésben, nem generációs korlátozású bővítés vagy frissítés (új megoldás hozzáadásával pusztán egy új modul csatlakoztatásával) és kirekesztés. Modularitás platformrendszerekben olyan előnyöket kínál, mint a margók méretarányos visszaadásában, csökkentett termékfejlesztési költségek, csökkentett O&M költségek, és a piacra jutás ideje. A platformrendszerek lehetővé tették a rendszertervezés széleskörű alkalmazását a piacokon, és a termékcégek számára azt a lehetőséget, hogy elkülönítsék a termékciklus sebességét a K + F pályáktól. A legnagyobb hátrány a moduláris rendszerekkel a tervező vagy a mérnök. A legtöbb tervező gyengén képzett rendszerek analizálásában, és a legtöbb mérnök gyengén képzett azok tervezésében. Egy moduláris rendszer tervezésének komplexitása jelentősen nagyobb mint egy platformrendszer, és tapasztalatot igényel tervezésben és termék stratégiában a rendszerfejlesztés koncepciójának szakaszában. Abban a fázisban előre kell látni a szükséges rugalmasság irányait és szintjeit a rendszerben a moduláris előnyök elérése érdekében. Moduláris rendszerek tekinthetőek egy teljesebb vagy holisztikus tervezésnek. ahol a platformrendszerek jobban redukálják, korlátozzák a összetevők modularitását. Teljes vagy holisztikus moduláris tervezés sokkal magasabb szintű tervezési képességet és kifinomultságot igényel, mint a sokkal gyakoribb platformrendszerek.
Autók, számítógépek, moduláris folyamatcsúszások, napelemek, szélturbinák, felvonók, bútorok, szövőgép, fényjelzők, telefonközpontok, orgona, szintetizátorok, elosztó hálózati rendszerek és moduláris épületek a platformrendszereknek példái, a komponensek modularitásának különféle szintjeinek felhasználásával. Például nem lehet napkockát összeállítani fennmaradt napelemekből, vagy könnyen kicserélni a motort egy kamionban, vagy újrarendezni egy moduláris házat egy másik konfigurációba néhány év múlva, mint ami egy moduláris rendszerben lenne. Az egyetlen létező példák a moduláris rendszerekre napjaink piacán néhány szoftverrendszer, amelyek eltértek a verzióktól egy teljesen hálózatba kapcsolt paradigmába.
Moduláris tervezés eredendően kombinálja a szabványosítás tömegtermelési előnyeit, amióta a modularitást lehetetlen megvalósítani valamilyen szintű általánosítás nélkül (nagy mennyiségű, általában egyenlően alacsony előállítási költségek) és azoknak a testre szabhatóságával. A modularitás foka, dimenzióban, meghatározza a testre szabhatóság lehetőségét. Például, a napelem rendszereknek 2-dimenziós modularitással rendelkeznek, amely lehetővé teszi egy tömb beállítását az x és y dimenziókban. További moduláris dimenziókat vezetnének be, ha magát a panelt és annak kiegészítő rendszereit modulárissá tennék. Dimenziók a moduláris rendszerekben végrehajtott paraméterként vannak meghatározva, mint például forma vagy költség vagy életciklus. Mero rendszereknek 4-dimenzióbali modularitása van, x, y, z, és szerkezeti terhelhetőség. Azt ahogyan látható bármilyen egyezménytérben, a tér keretének extra két modularitási dimenziója messze nagyobb rugalmasságot tesz lehetővé térben és funkcióban, mint a napelemek 2-dimenziós modularitása. Ha a modularitás megfelelően van definiálva és átültetve a tervezési stratégiában, a moduláris rendszerek jelentős versenyelőnyt szerezhetnek a piacokon. Egy igazi moduláris rendszernek nincs szüksége támaszra a termékciklusokhoz, hogy adaptálhassa annak funkcionalitását az aktuális piaci állapothoz. Megfelelően definiált moduláris rendszerek bemutatják a holt kapacitás hiányának gazdasági előnyét, a kapacitáskihasználási arány növelését, valamint annak a költségekre és az árazás rugalmasságára gyakorolt hatását is.

## Járművekben
Lásd még: Elektromos jármű és Wikispeed
A moduláris kialakítás aspektusai láthatóak az autókban vagy más járművekben olyan mértékben, hogy bizony részeit az autónak ki lehet bővíteni, vagy el lehet távolítani az autó többi részének megváltoztatása nélkül.
Az autók moduláris felépítésének egyszerű példája az a tény, hogy bár sok autó alapmodellként kerül forgalomba, az extra fizetés lehetővé teszi a "bepattanó" frissítéseket, mint például egy erősebb motor vagy szezonális gumik; ezek nem igényelnek semmilyen változtatást az autó egyéb egységein, például a futóművön, a kormányon, a villanymotoron vagy az akkumulátorokon.

## Gépekben és építészetben
Fő cikk: Moduláris építkezés
A moduláris kialakítás bizonyos épületekben látható. Moduláris épületek (vagy másképp nevezve a moduláris házak) általában univerzális részből állnak (vagy modulokból), amelyeket egy gyárban gyártanak, majd szállítanak egy építkezésre, ahol különféle elrendezésekben állítják össze őket.
A moduláris épületek bizonyos elemek hozzáadásával vagy eltávolításával hozzáadhatók vagy méretükben csökkenthetők. Ezt el lehet végezni anélkül, hogy módosítani kell az épület nagyobbik részét. Moduláris épületek áteshetnek funkcionális változásokon ugyanazt a hozzáad vagy elvesz komponensek folyamatának használatával.
Például egy irodaépület megépülhet moduláris részek használatával, mint például falak, keretek, ajtók, mennyezetek, és ablakok.  A beltér felosztható (vagy elválasztható) több fallal és asztalokkal bebútorozva, számítógépekkel, és akármivel, ami szükséges egy működő munkaterülethez.  Ha az irodát szükséges bővíteni vagy újrafelosztani az alkalmazottak elhelyezésére, a moduláris elemek, mint például a falpaneleket lehet hozzáadni, csökkenteni, vagy újra elköltöztetni, hogy a szükséges változások elvégezhetőek legyenek anélkül, hogy az egész épületet kelljen változtatni. Később, ugyanez az iroda lebontható és átrendezhető üzlethelyiséggé, konferenciateremmé, vagy más típusú épületté, ugyanazt a moduláris elemeket használva, mint amivel az eredeti irodaépület volt kialakítva. Az új épület újrabútorozható akármilyen tárggyal, ami szükséges a kívánt funkció végrehajtásához.
Más típusú moduláris épületek, amiket az Allied Modularhoz hasonló cégek kínálnak tartalmaznak őrsszobát, gépházat, sajtószekrényt, konferenciatermet, kétszintes épületet, tisztatér és további több alkalmazást.
Számos tévhit él a moduláris épületekkel kapcsolatban. A valóságban a moduláris építés életképes módszer a gyors fordulat és a gyorsan növekvő vállalatok számára. Azok az iparágak, amelyek profitálnának ebből, magukban foglalják az egészségügyi, kereskedelmi, kiskereskedelmi, katonai és többcsaládos / diáklakásokat.

## Televízióban
1963-ban a Motorola bemutatta az első téglalap alakú színes képcsőt, és 1967-ben bemutatta a moduláris Quasar márkát. 1964-ben megnyitotta az első kutató és fejlesztő ágát az Egyesült Államokon kívül, Izraelben Mózes Basin irányítása alatt. 1974-ben Motorola eladta a televíziós üzletét a japán alapú Matsushitának, a Panasonic  anyavállalatának.

## Számítógépes hardverben
A moduláris kialakítás a számítógépes hardverben ugyanaz, mint más dolgokban (pl.: autók, hűtőszekrények, és bútorok). Az ötlet az, hogy olyan számítógépeket építsenek, amiknek a részei könnyen cserélhetőek, és használják a szabványosított interfészeket. Ez a technika megengedi egy felhasználónak, hogy a számítógépét könnyedén úgy fejlessze bizonyos szempontokból, anélkül, hogy egy teljesen másik számítógépet kelljen hozzá megvásárolni.
Egy számítógép az egyik legjobb példa a moduláris kialakításra. Tipikus moduljai tartalmazzák a tápegységeket, a processzorokat, az alaplapokat, a grafikus kártyákat, a merevlemezeket, és az optikai meghajtókat. Ezekből az elemekből mindegyiknek könnyedén felcserélhetőnek kell lennie, amíg a felhasználó azokat az elemeket használja, amik támogatják ugyanazt az alapértelmezett interfészt. Hasonló a számítógép modularitásához az, amikor olyan más eszközöket fejlesztettek ki a moduláris kialakítás kihasználására, mint például a littleBits Electronics, ami összekapcsolja az átjárható modulokat, hogy áramköröket hozzanak létre.
Az okostelefonokhoz (lásd szintén Moduláris okostelefon), ez az ötlet felfedezésre került a Project Ara-ban, amely platformot biztosított a gyártók számára az okostelefon moduljainak létrehozására, amit a végfelhasználó testreszabhat. A Fairphone hasonló alapelveket alkalmaz, ahol a felhasználható megrendelhet önálló darabokat, hogy megjavítsa vagy fejlessze a telefonját.

## A digitális iker beépítése moduláris kialakításba
Lásd még: Digitális iker § Modularitás
A termék életciklus-kezelése stratégia a termékkel (és a termékcsaládokkal, platformokkal, modulokkal és alkatrészekkel) kapcsolatos információk hatékony kezelésére a termék életciklusa alatt. A kutatók leírták, hogy a digitális iker – egy fizikai termék digitális ábrázolása – integrálása a moduláris kialakítással hogyan javíthatja a termék életciklus-kezelését.

## Az életciklus és az energiaértékelések integrálása a moduláris tervezésbe
Lásd még: Életciklus-értékelés
Egyes szerzők megjegyzik, hogy a moduláris felépítés a járműiparban a súly állandó növekedését eredményezte az idő múlásával. Trancossi felvetette azt a hipotézist, miszerint a moduláris tervezés összekapcsolható a konstrukciós törvényből származó néhány optimalizálási kritériummal. Tulajdonképpen az építési törvény jellegénél fogva moduláris, és érdekes eredményekkel alkalmazható az egyszerű rendszerek tervezésében. Tipikus alulról felfelé irányuló optimalizálási sémával alkalmazható:
- Egy fa fa modellek segítségével alrendszerekre (elemi részekre) osztható;
- Bármely komplex rendszer ábrázolható modulárisan, és leírható, hogy a különböző fizikai nagyságrendek hogyan áramlanak át a rendszeren;
- A különböző áramlási utak elemzésével azonosítani lehet azokat a kritikus összetevőket, amelyek befolyásolják a rendszer teljesítményét;
- Ezen alkatrészek optimalizálásával és jobban teljesítő részekkel történő helyettesítésével javítani lehet a rendszer teljesítményét.

A MAAT EU FP7 projekt során jobb készítményt állítottak elő. Megfogalmaztak egy új tervezési módszert, amely a fenti alulról felfelé történő optimalizálást összekapcsolja egy előzetes rendszerszintű, felülről lefelé irányuló tervezéssel. A kétlépcsős tervezési folyamatot az a motiváció ösztönözte, hogy a konstrukciós és moduláris tervezés nem utal semmilyen célra, amelyet a tervezési folyamat során el kell érni. Elméleti megfogalmazást közölt egy közelmúltbeli cikk, amelyet sikeresen alkalmaztak egy kis repülőgép tervezéséhez, az innovatív ingázó repülőgépek koncepcionális tervezéséhez, egy új entrópiás fal és az energiahatékonyságra tervezett innovatív terepjáró.

## Lásd még
- 3D nyomtatás
- Sejtautomata
- Konfiguráció tervezése
- Holarchia
- Holisztika
- Power-egg
- Moduláris építkezés
- Moduláris építési rendszerek
- Moduláris funkciók telepítése
- Moduláris programozás
- Moduláris okostelefon
- Moduláris fegyverrendszer
- Modularitás
- Nyílt tervezésű mozgás
- Nyílt forráskódú hardver
- OpenStructures
- Mintanyelv
- Újrakonfigurálható gyártási rendszer
- Szétválasztás alapelve
- Rendszertervezés
- Rendszermérnök
- Rendszerintegráció

## További irodalom
- Schilling, MA., "Toward a general modular systems theory and its application to interfirm product modularity" Academy of Management Review, 2000, Vol 25(2):312-334.
- Erixon, O.G. and Ericsson, A., "Controlling Design Variants" USA: Society of Manufacturing Engineers, 1999  ISBN 0-87263-514-7
- Clark, K.B. and Baldwin, C.Y., "Design Rules. Vol. 1: The Power of Modularity" Cambridge, Massachusetts: MIT Press, 2000 ISBN 0-262-02466-7
- Baldwin, C.Y., Clark, K.B., "The Option Value of Modularity in Design" Harvard Business School, 2002
- Levin, Mark Sh. "Modular systems design and evaluation". Springer, 2015
- Modularity in Design Formal Modeling & Automated Analysis
- "Modularity: upgrading to the next generation design architecture" Archiválva 2019. július 19-i dátummal a Wayback Machine-ben, an interview

## Fordítás
Ez a szócikk részben vagy egészben  a   Modular Design című angol Wikipédia-szócikk ezen változatának fordításán alapul.  Az eredeti cikk szerkesztőit annak laptörténete sorolja fel. Ez a jelzés csupán a megfogalmazás eredetét és a szerzői jogokat jelzi, nem szolgál a cikkben szereplő információk forrásmegjelöléseként.